# Рыба Виллертона

Рыба Виллертона. Множество точек, где — число пересечений узла, а, — инварианты узла, для некоторого множества узлов. Граф из работы Н. Окуда

Рыба Виллертона — это необъяснённое отношение между двумя первыми инвариантами конечного типа узла. Этими инвариантами являются c2, коэффициент при квадратном члене многочлена Александера, и j3, инвариант третьего порядка, полученный из многочлена Джонса.
Если значения c2 и j3 узлов с фиксированным числом пересечений использовать как координаты x и y на диаграмме рассеяния, точки диаграммы образуют область, имеющую форму рыбы с дольчатым телом и двумя острыми хвостовыми плавниками. Эта область, по всей видимости, ограничена кубическими кривыми. Отсюда можно сделать вывод, что c2 и j3 связаны какими-то, пока не распознанными, неравенствами.
Область названа именем Симона Виллертона, который первым заметил этот факт и описал форму диаграммы как «подобную рыбе».